# Paullinia sternii
Paullinia sternii är en kinesträdsväxtart som beskrevs av T.B. Croat. Paullinia sternii ingår i släktet Paullinia och familjen kinesträdsväxter. Inga underarter finns listade i Catalogue of Life.